# وتیولکی
وتیولکی (به لاتین: Vetyolki) یک منطقهٔ مسکونی در روسیه است که در سرزمین آلتای واقع شده‌است.